# Mediis
Mediis (Midiis in friulano, Midias nella variante locale) è una frazione appartenente al comune di Socchieve, in provincia di Udine, nella regione Friuli-Venezia Giulia,  posta a 480 m s.l.m., sede del municipio di Socchieve, con 94 abitanti.
Oltre alla chiesa di S.Biagio, è presente il Palazzo settecentesco Parussatti.

## Monumenti e luoghi di interesse

### La chiesa di San Biagio

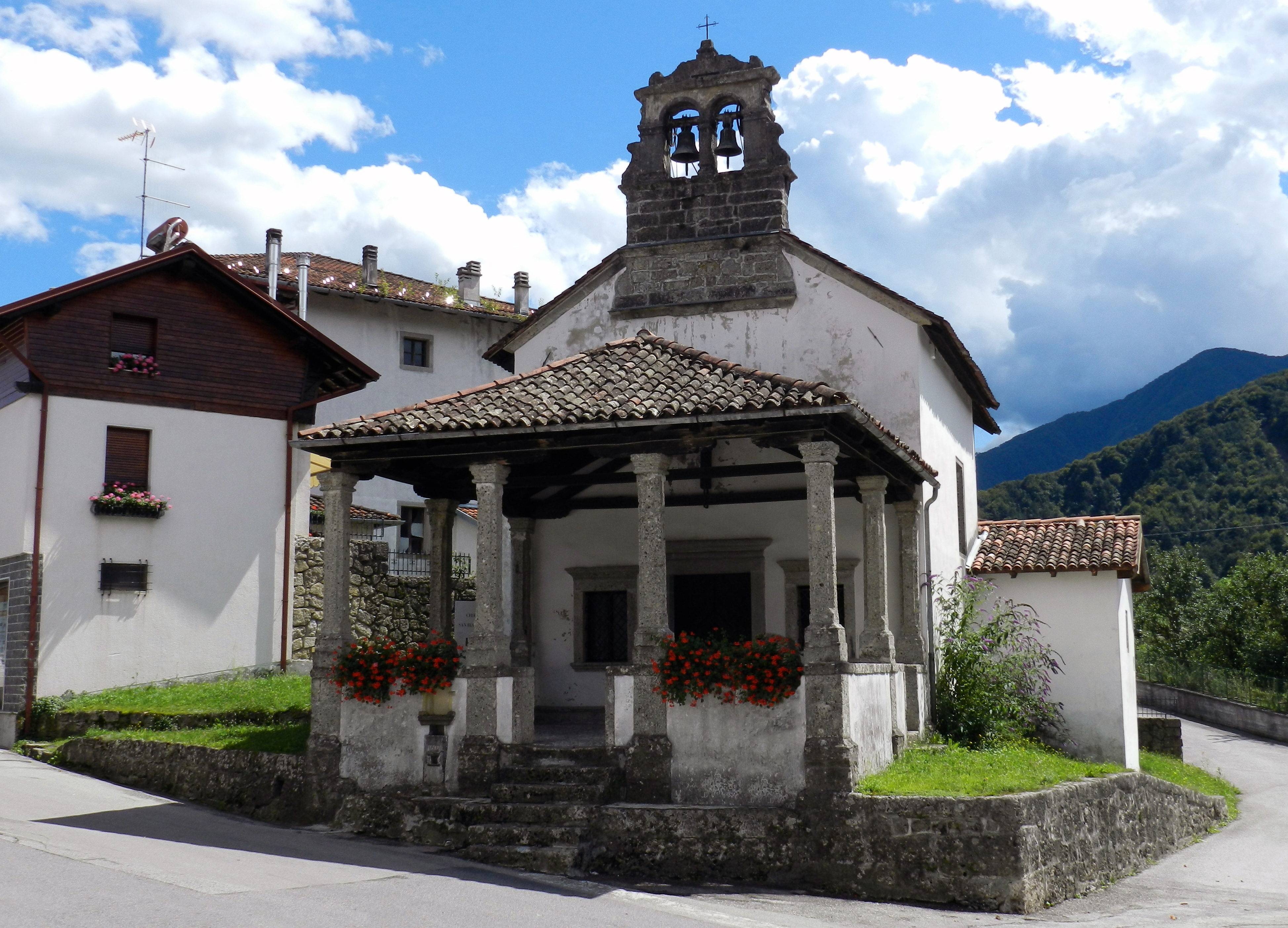
Vista frontale della chiesa di San Biagio a Mediis

Sorge nell'abitato (quota m. 480) ed è stata recentemente restaurata. È una costruzione del sec. XVI con qualche modifica posteriore. È a pianta rettangolare, con presbiterio a pianta quadrata e una sagrestia a destra del medesimo. Per molti aspetti è simile a San Martino di Socchieve. L'elegante portico che la precede è del sec. XVIII, con copertura a tre spioventi, sostenuto da pilastri che poggiano su un muretto. A sinistra dei gradini di accesso ci sono due elementi in pietra, l'inferiore del quale porta la data del 1502. La facciata è completata dal campaniletto a bifora, di tipo barocco, di pietre lavorate. All'interno, l'aula è separata dal coro da un arco in pietra, e un arco la divide anche da una cappellina ch'è sulla destra.
C'è un'acquasantiera in pietra lavorata, con vaschetta di pietra nera. Nel coro sono stati trovati degli affreschi rappresentanti i Padri della Chiesa, in alto; lungo le pareti altri soggetti poco riconoscibili, salvo due figure, a sinistra, a fianco della finestra. C'è inoltre un altare ligneo a sportelli, probabilmente di Michael Parth da Brunico, del 1545 circa. Racchiude statue a tutto tondo: la Madonna col Bambino, tra San Biagio e San Floriano. Gli sportelli invece recano bassorilievi raffiguranti Sant'Antonio Abate e San Mauro. Sulla predella dipinta, Cristo che risorge, tra la Madonna e San Giovanni. All'esterno, gli sportelli recano due Santi, dipinti. Uscendo dalla chiesa si vede il Monte Tinisa che sovrasta il paese. Funzioni speciali vi si tengono in occasione di San Biagio e Sant'Antonio.

### Il palazzo Parussatti

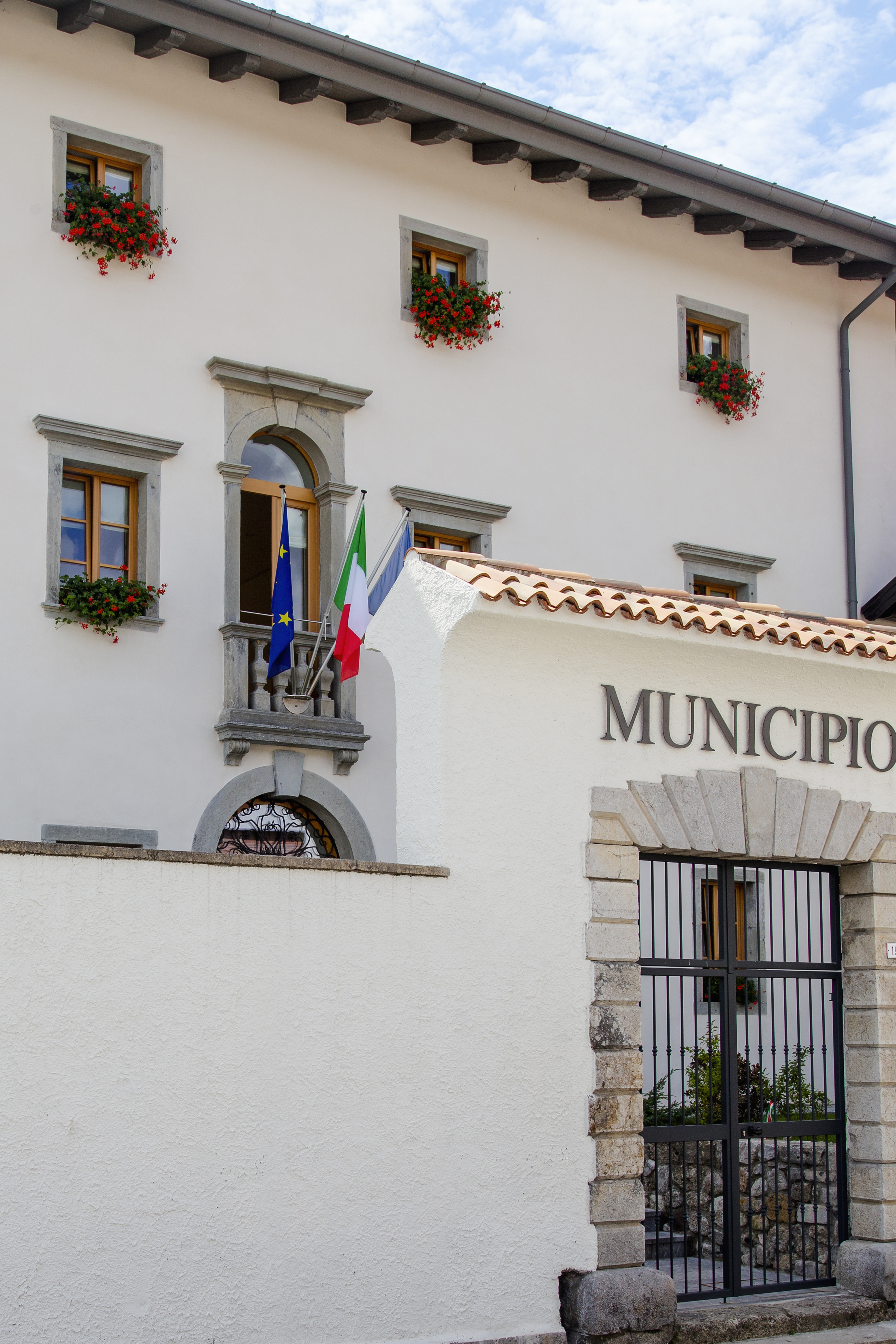
Facciata del palazzo Parussatti dopo il restauro

Il palazzo risale al 1749 e fu edificato per Osvaldo Parussatti, ammiraglio della Repubblica di Venezia. L'edificio è costituito da un corpo unico che si sviluppa su pianta rettangolare e presenta lateralmente un corpo di fabbrica più basso che ospitava originariamente un focolare. All’interno è presente un ritratto in livrea dell’antico proprietario ed è caratterizzato dalla presenza di un muro che precede l'ingresso e nel quale si apre un portale che immette in un piccolo giardino. L'ingresso è al centro della facciata ed è costituito da una porta con forma di arco a tutto sesto in pietra grigia.
Nel 2009 è stato acquisito al patrimonio comunale dall’ultimo erede dei Parussatti.
Nella prima metà del 1900, ha subito alcuni lavori di consolidamento e manutenzione che sono proseguiti negli anni Ottanta è attualmente, grazie a due finanziamenti regionali di 650.000 e 430.000 euro circa, l’edificio sta subendo una ristrutturazione ad opera della ditta l’Unione di Enemonzo su progetto dell’architetto Antonio Fabiani di Tolmezzo, che destineranno il secondo lotto a casa municipale.
Il 17 marzo 2013 il comune di Socchieve firma l’incarico di progettazione preliminare, definitiva ed esecutiva, nonché coordinamento per la sicurezza in fase di progettazione per il restauro. Il 12 maggio 2017, Orlando Gonano, responsabile servizio tecnico-manutentivo presso il Comune di Socchieve, firma la procedura negoziata per l’affidamento dell’intervento di ristrutturazione del primo lotto del costo complessivo di 438179,14 € da destinare allo svolgimento delle attività del volontariato, della solidarietà, del tempo libero e dell’aggregazione sociale e giovanile, che deve essere compiuta in 230 giorni naturali consecutivi dalla data riportata nel verbale di inizio lavori.
La ristrutturazione completa dei due lotti ammonta a 1100000,00 €

## Galleria d'immagini

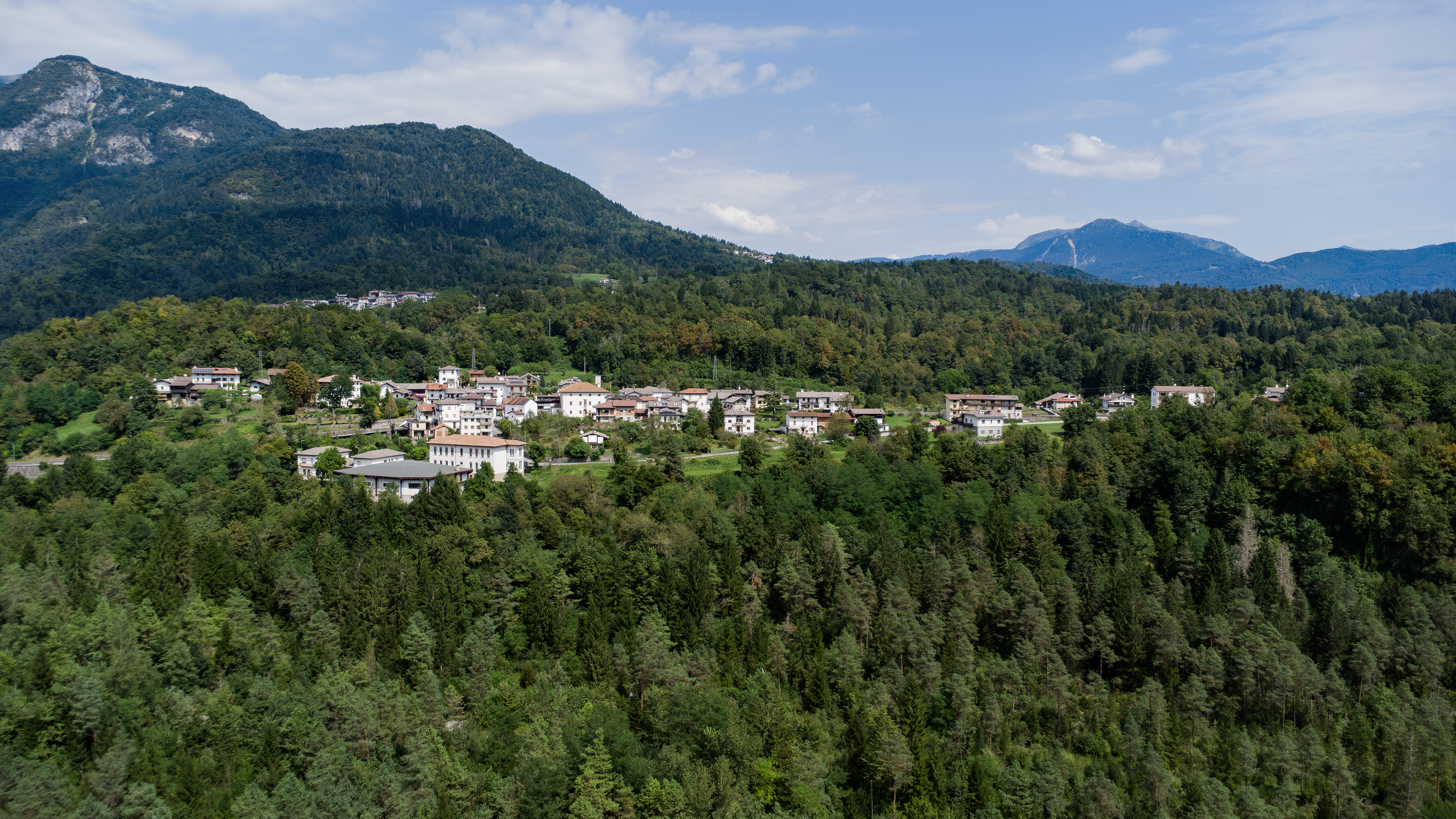
Veduta di Mediis con drone
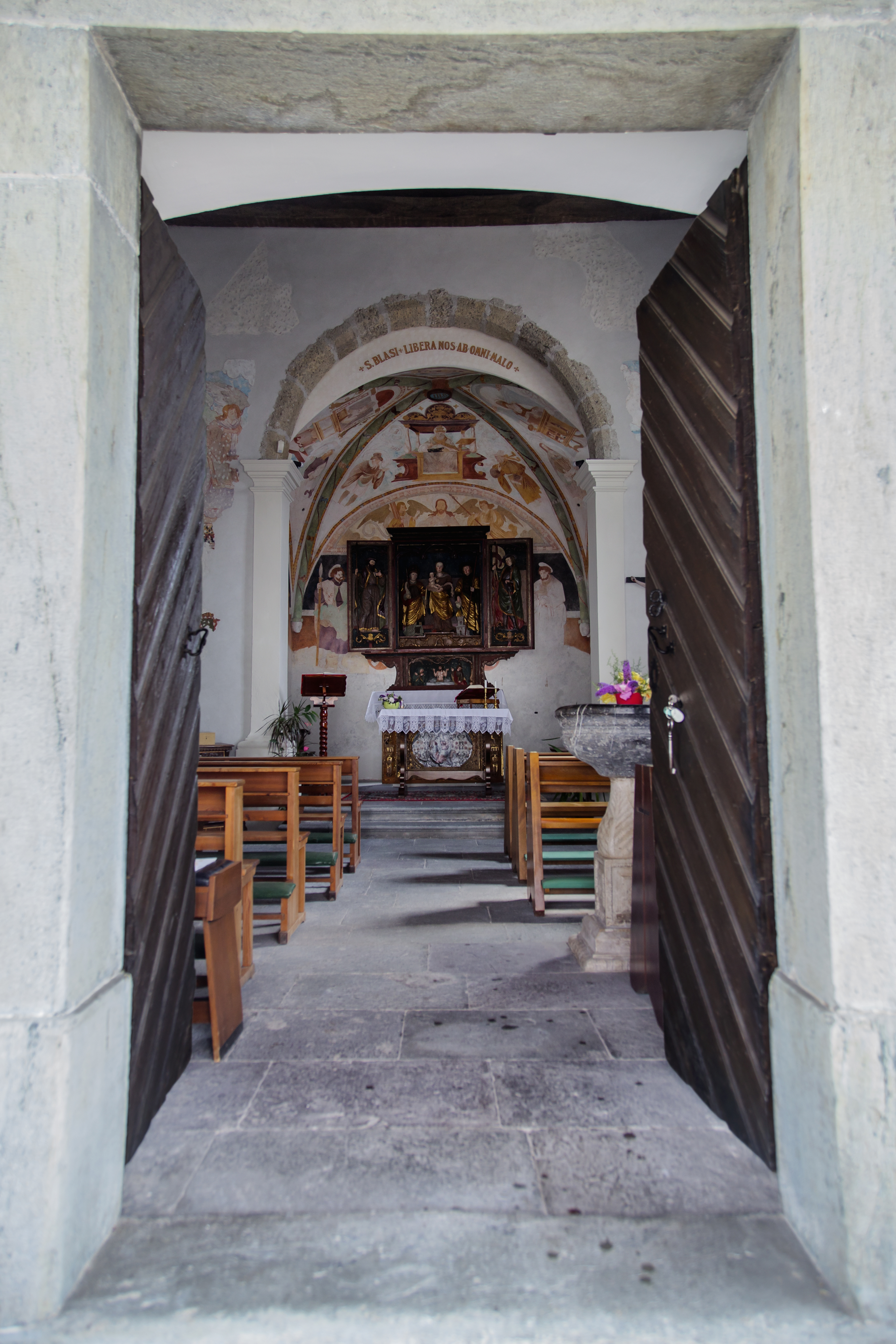
L'interno della chiesa di San Biagio a Mediis (UD) visto dall'ingresso dopo il restauro
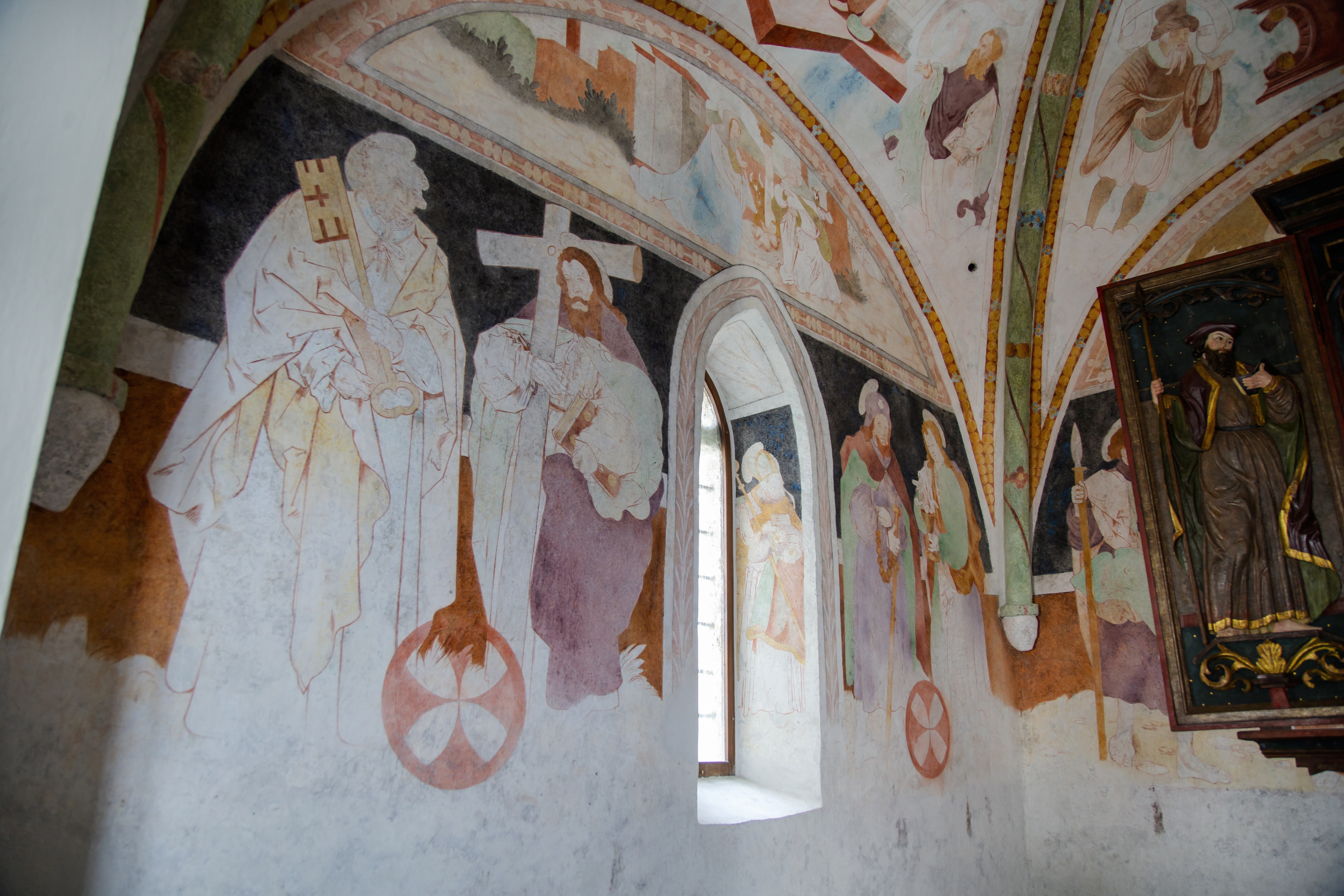
Scorcio di un affresco della parte sinistra della chiesa di San Biagio
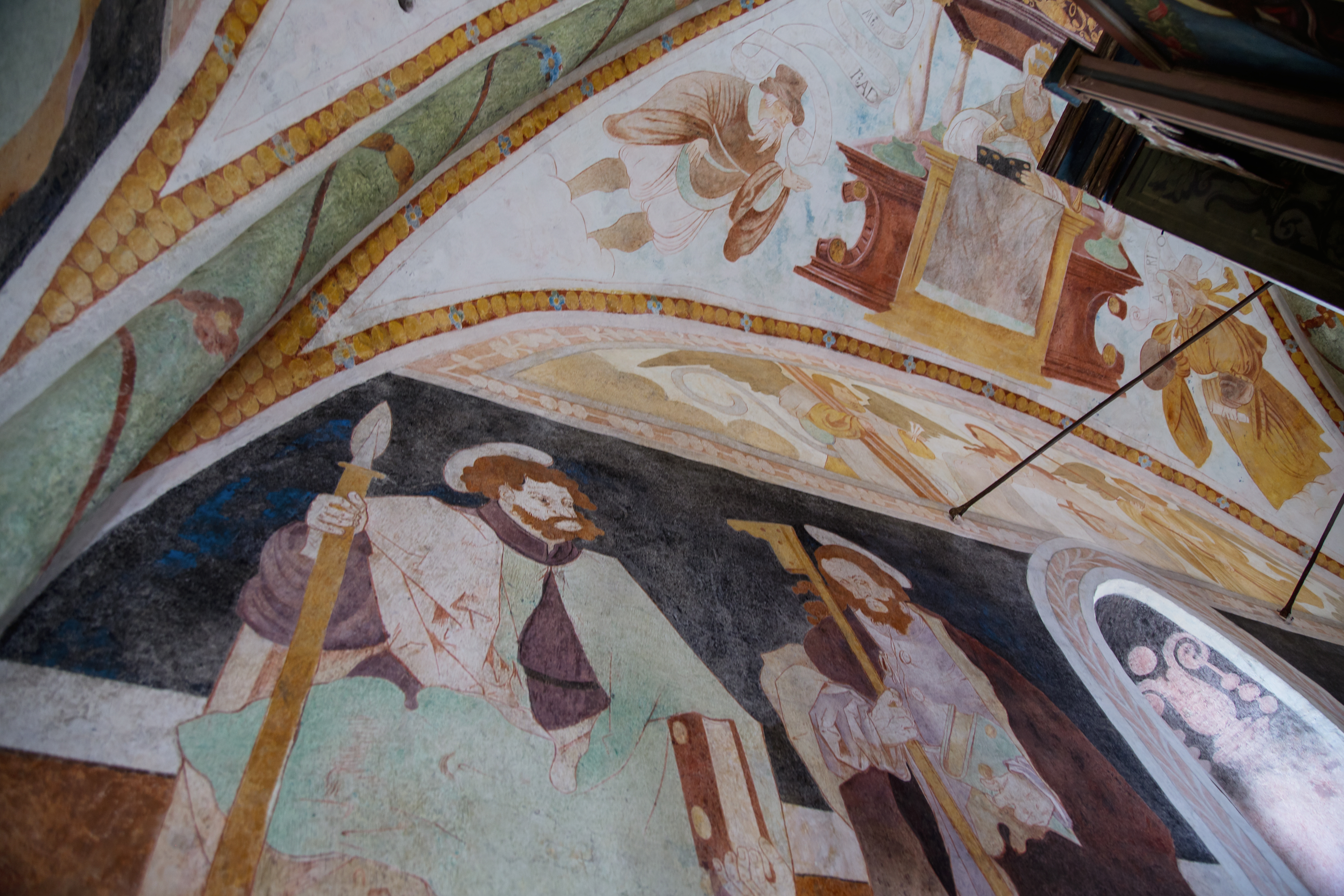
Scorcio di un affresco dietro l’altare della chiesa di San Biagio
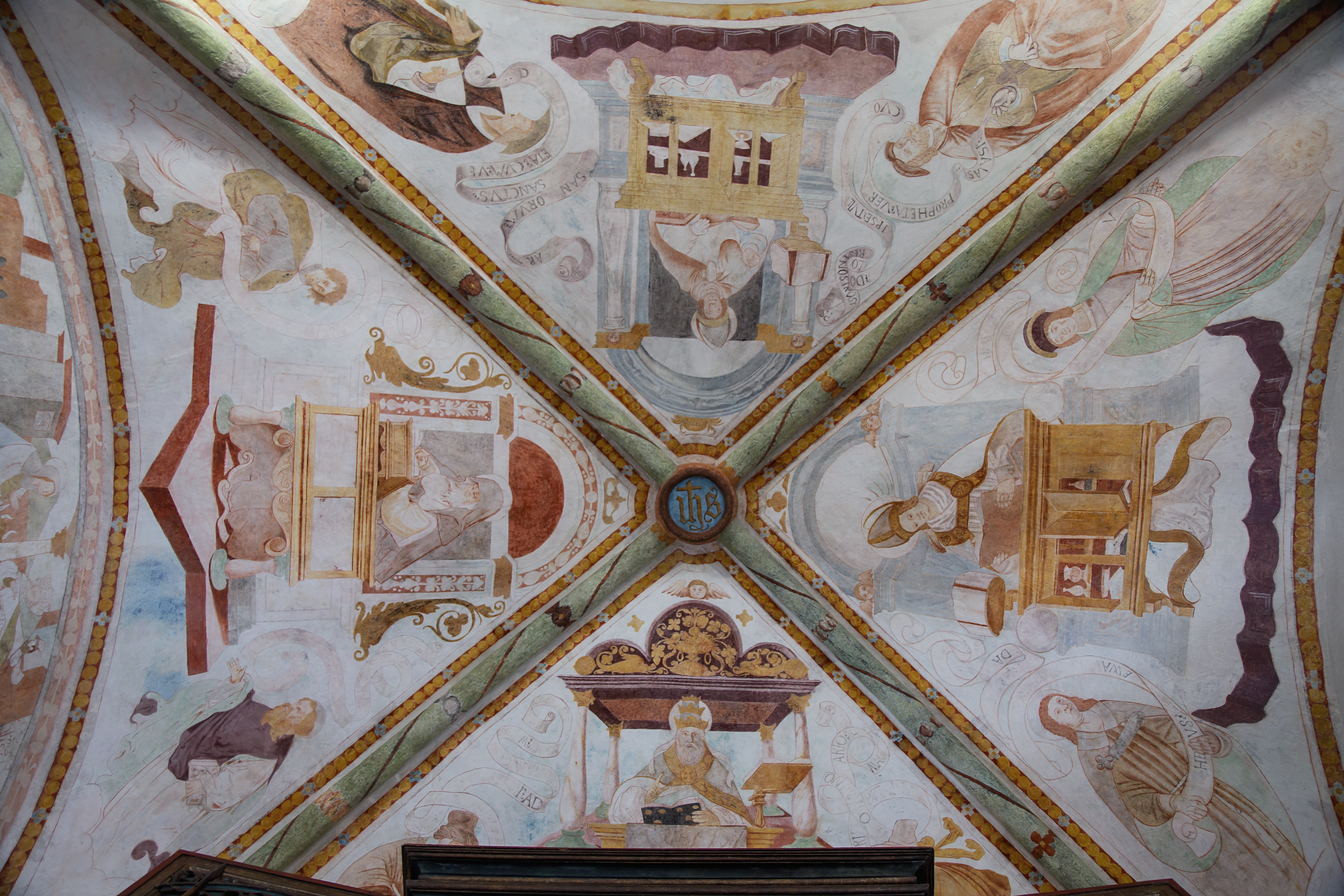
Affresco della cupola della chiesa di San Biagio
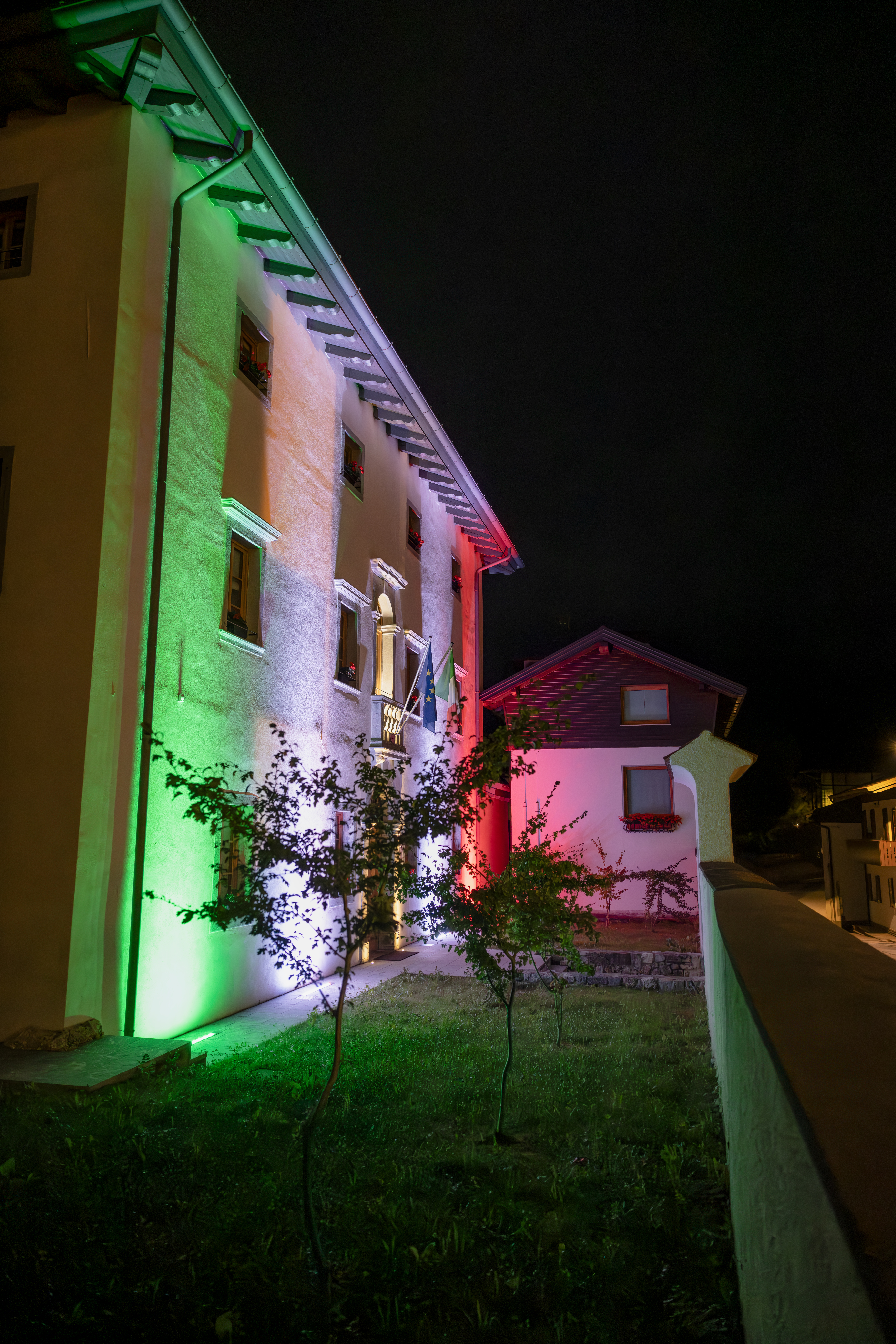
Facciata frontale dell'antico palazzo Parussatti, sede Municipale del Comune di Socchieve, illuminato con i colori della bandiera italiana di notte
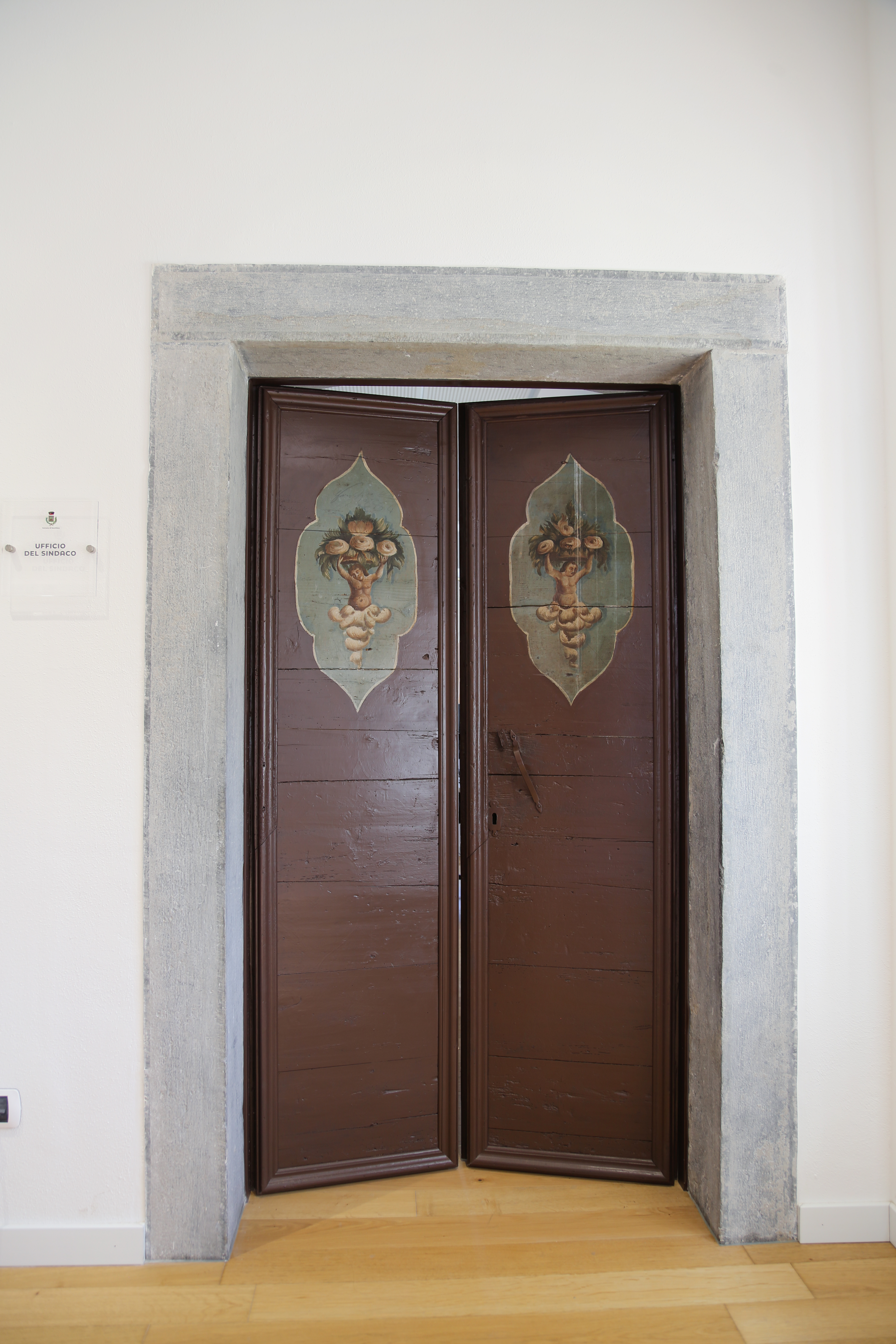
Porta dell'ufficio del Sindaco del Comune di Socchieve all'interno del Palazzo Parussatti
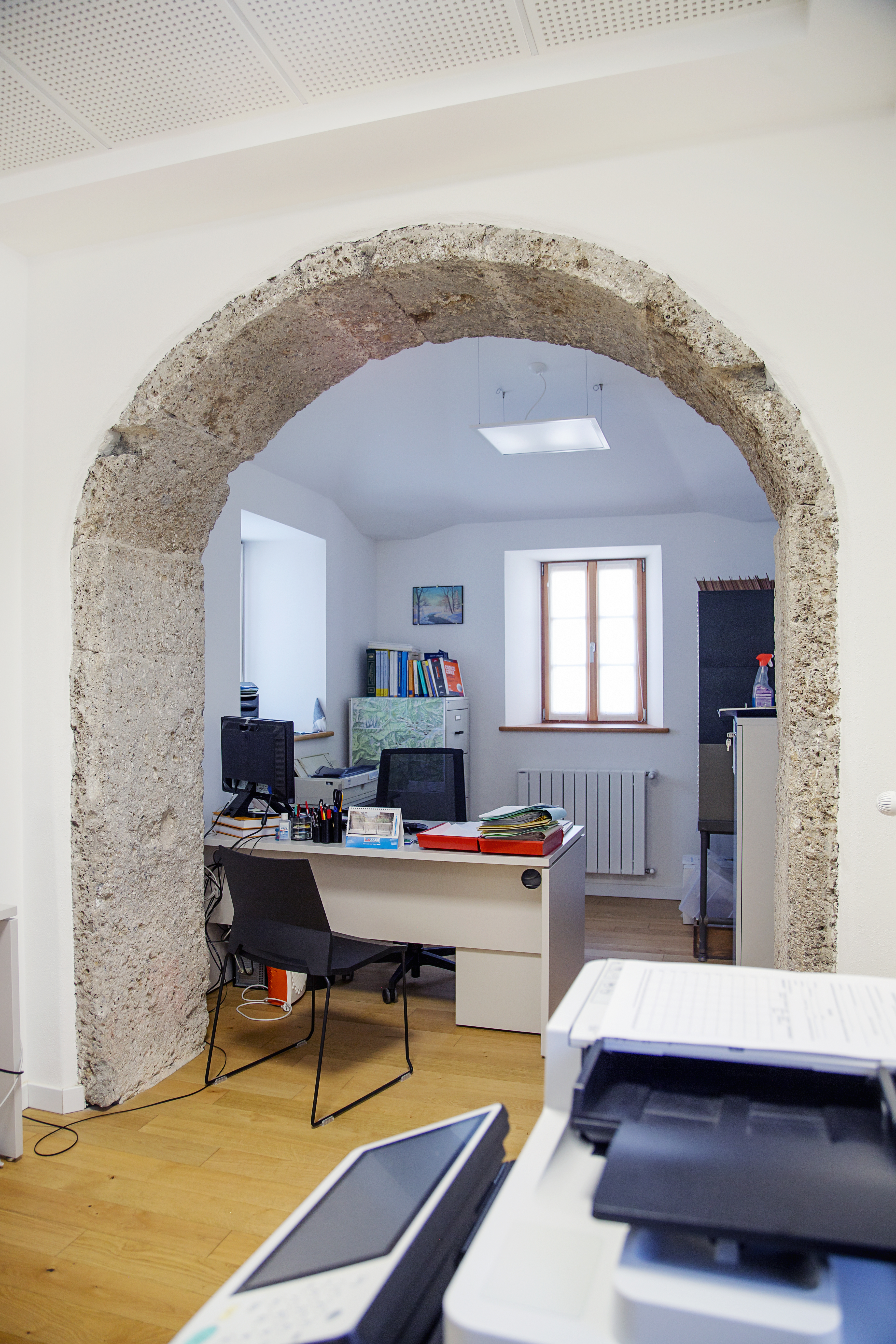
Vano che ospitava originariamente un “fogolar” all'interno del Palazzo Parussatti
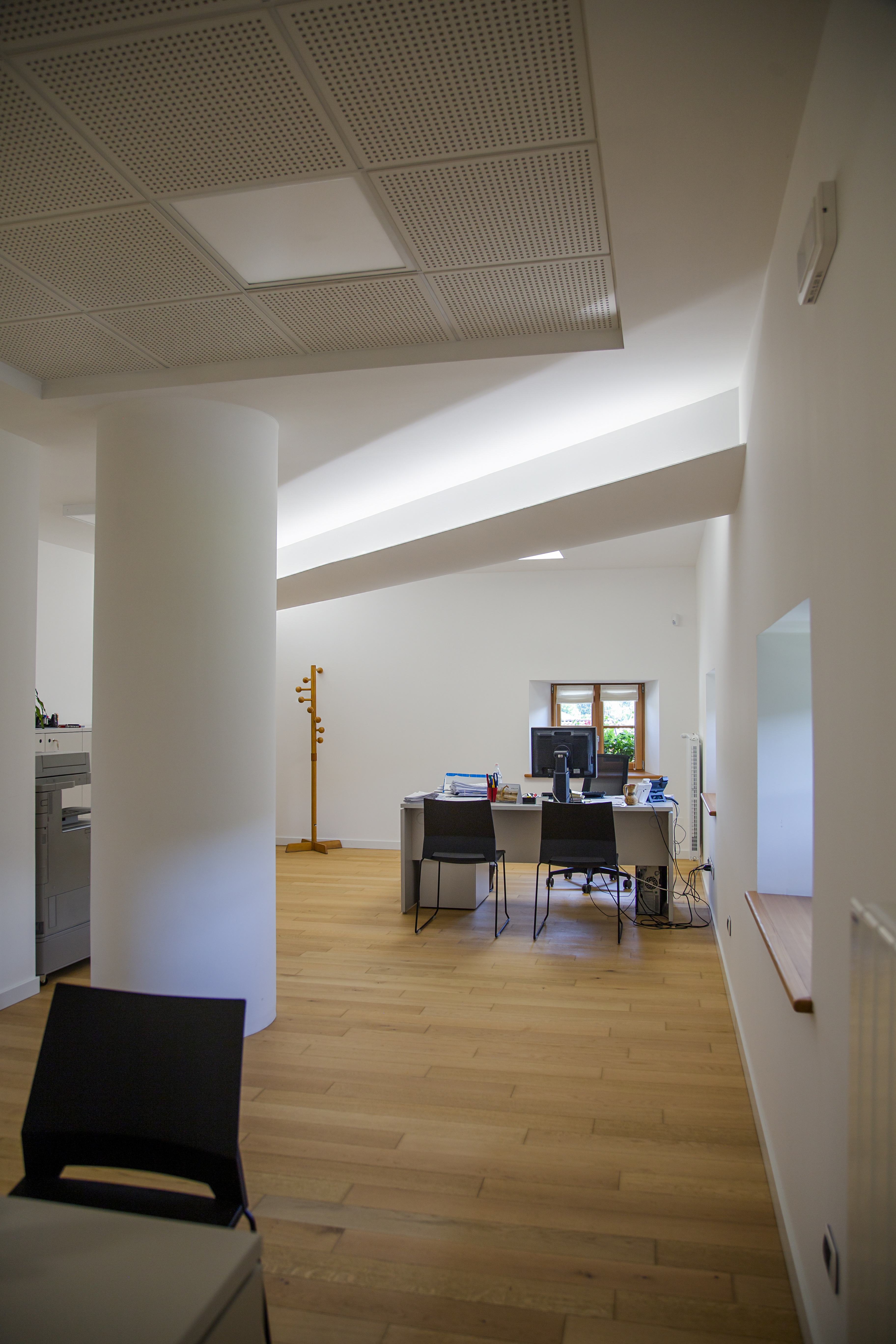
Interno del Palazzo Parussatti dopo la ristrutturazione
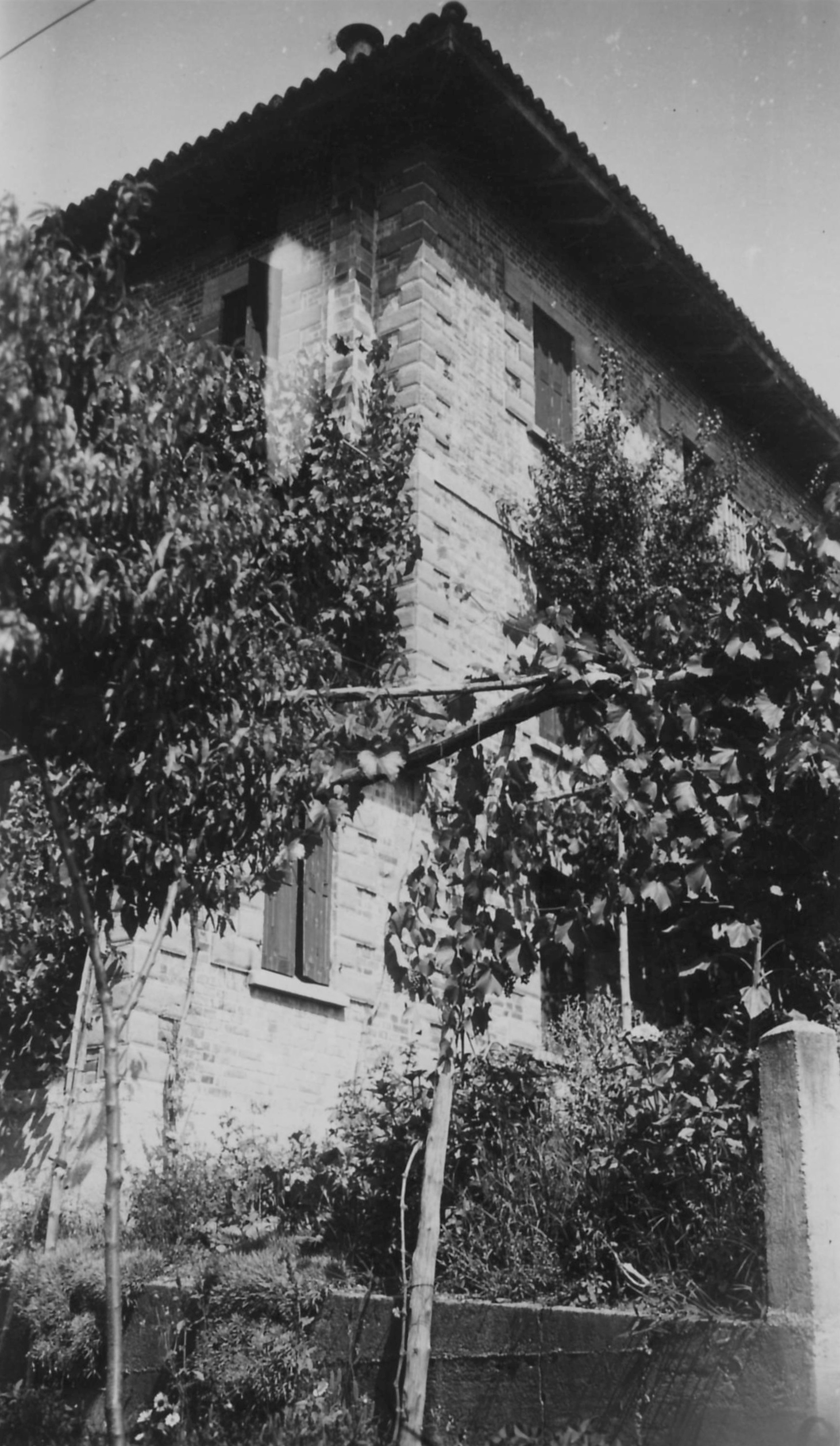
Abitazione di Mediis prima del terremoto del Friuli del 1976
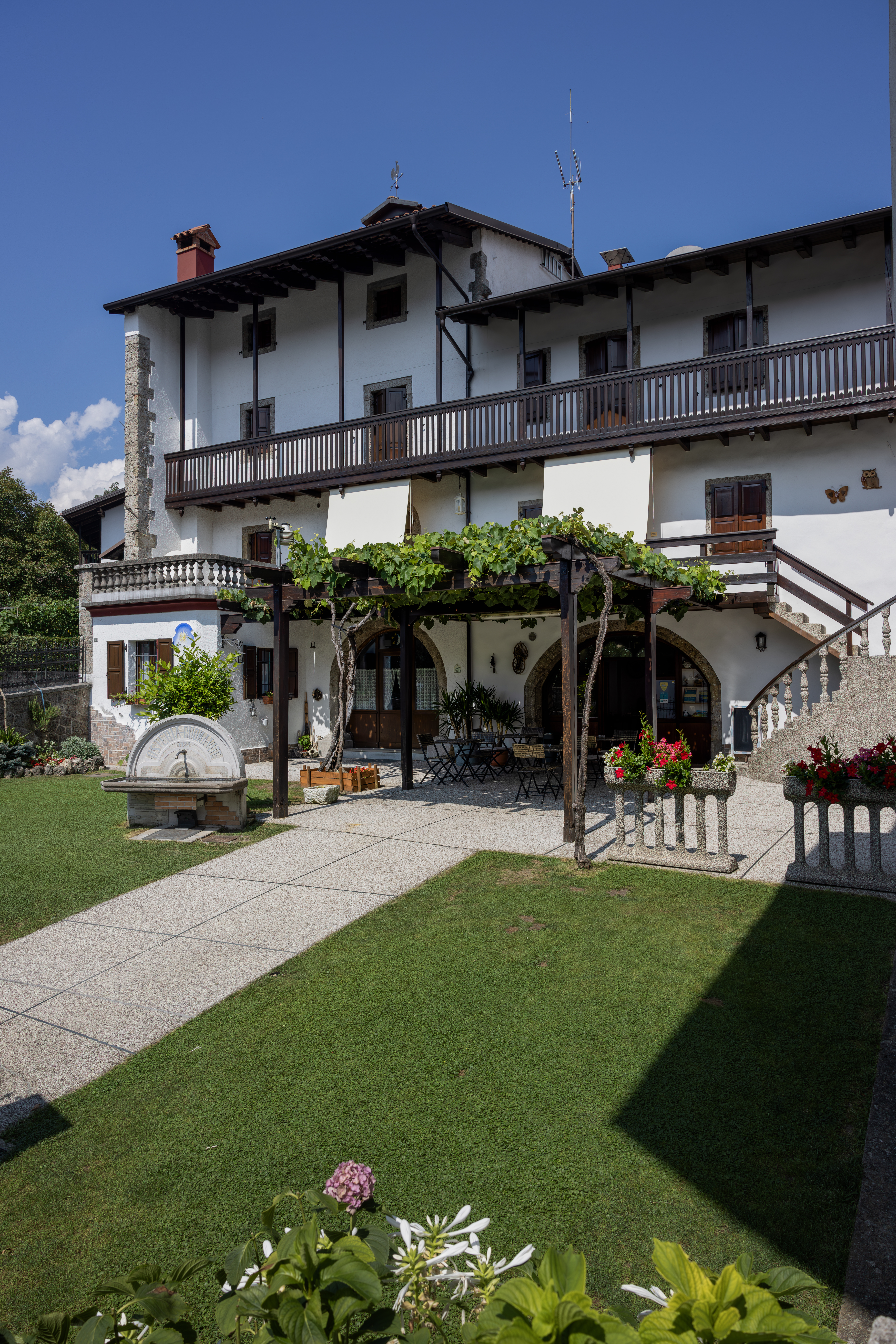
Esterno dell'Osteria alla Buona nel 2024. Nell'immagine è presente anche la fontana originale che porta scritto 1929, anno della sua fondazione e il pergolato con la vite oltre centenaria.
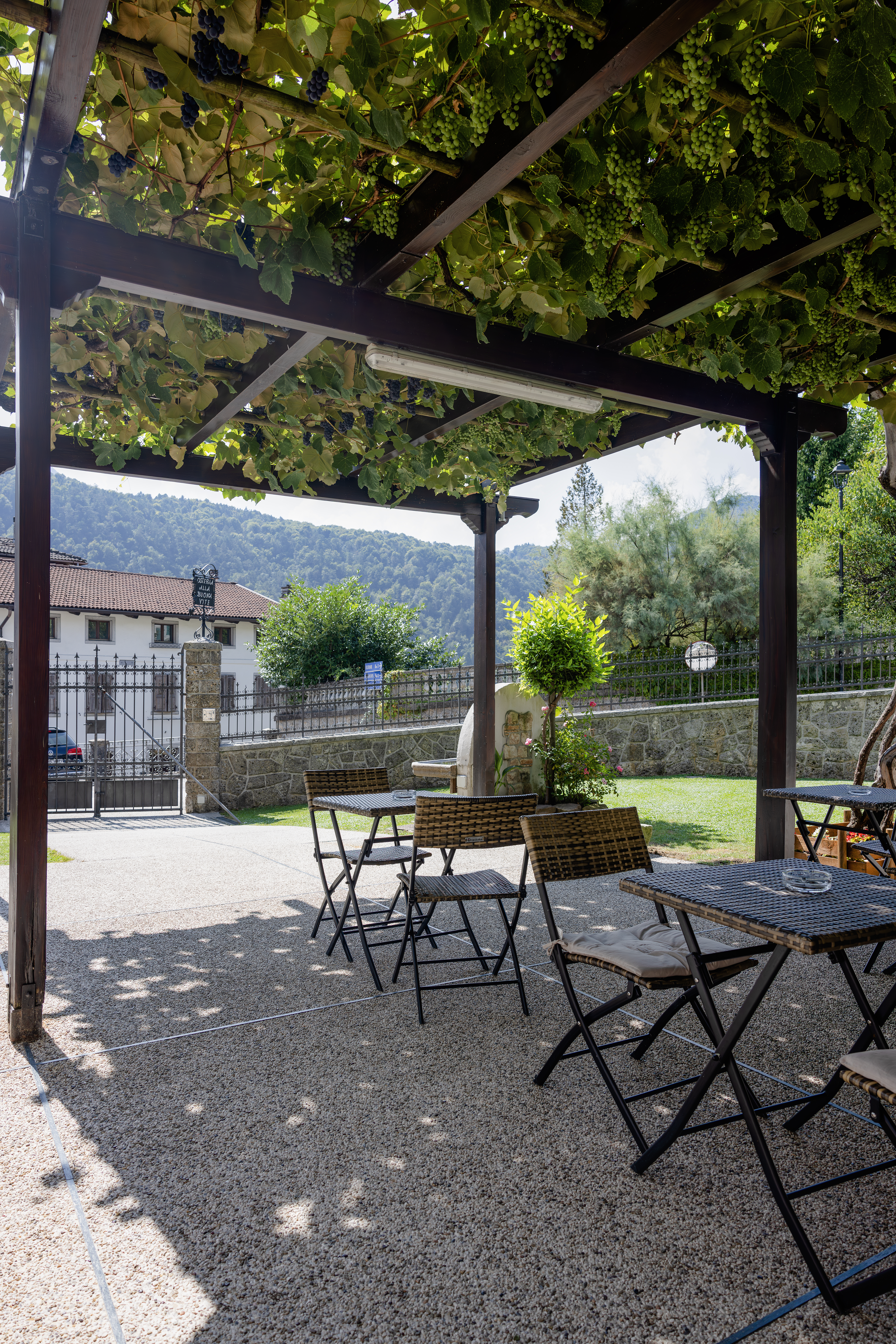
Esterno dell'Osteria alla Buona Vite da sotto il pergolato con la pianta dell'uva di oltre 100 anni dopo il restauro.